# Al Capps
Allan Alfonzo (Al) Capps (Arkansas, 26 april 1939 - Michigan, 7 juni 2018) was een Amerikaans muziekproducent, arrangeur, songwriter, vocalist en multi-instrumentalist. Hij produceerde en arrangeerde albums van een groot aantal artiesten, waaronder van Cher, Andy Williams, Helen Reddy, José Feliciano, Liza Minnelli en The Cats, en was verantwoordelijk voor de filmmuziek van meer dan twintig films. Als onder meer gitarist speelde hij mee op albums van The Everly Brothers, Gábor Szabó en Frank Sinatra. Nog in zijn zeventigers maakte hij muziek onder commercials van internationale merken.

## Biografie
Capps produceerde en arrangeerde werk voor een groot aantal artiesten, zoals voor Andy Williams, Helen Reddy, Vikki Carr, José Feliciano, Liza Minnelli, The Osmonds, Cher, Jennifer Warnes, The Lennon Sisters en The Ventures. Tijdens opnames nam hij soms ook deel aan de achtergrondzang, zoals bij het album Introducing van Sparks het geval is.
In 1974 regelde Snuff Garrett dat de Nederlandse band The Cats twee eplees door Capps liet produceren en arrangeren, Love in your eyes en Hard to be friends. Capps was in die tijd de vaste arrangeur van Garrett. Het eerste album en de single Be my day stonden op nummer 1 in Nederland en leverden goud op. Capps schreef af en toe ook nummers, geregeld samen met anderen zoals Garrett, voor platen die hij produceerde, zoals ook enkele nummers van deze twee Cats-elpees. Voor Cher was hij mede-schrijver van de Amerikaanse nummer 1-hit Half-breed (1973).
Met verschillende instrumenten speelde hij mee op albums van artiesten als The Everly Brothers, Gábor Szabó, Bobby Vinton, Frank Sinatra en anderen. Ook nam hij enkele malen zelf muziek op, zoals in 1971 de promosingle Jesus Christ, Superstar (cover).
Verder was hij verantwoordelijk voor de filmmuziek van meer dan twintig films, zoals The Windsplitter (1971), Sasquatch, the Legend of Bigfoot (1977), Buffalo Rider (1978), Smokey and the Bandit II (1980), Sharky's Machine (1981), The Cannonball Run (1981), Stroker Ace (1983) en Flawless (1999), en een viertal televisiefilms.
Anders dan oud-compagnon Garrett, die al sinds zijn 41-jarige leeftijd renteniert, werkte Capps op 75-jarige leeftijd nog steeds in de muziekwereld (Lost on Larrabee, 2014). In 2007 bracht hij onder de naam The Al Capps Orchestra de cd uit met de titel Great easy-listening hits of the '60s. Verder maakte hij in zijn laatste jaren muziek voor commercials van merken als Pepsi, Mercedes Swatch, Cadillac, Budweiser en Hilton.
Al Capps overleed in 2018 in zijn huis in Michigan. Hij werd 79 jaar oud.